# René Höppener
René Gijsbertus Antonius Höppener (Roermond, 9 juli 1903 - aldaar, 24 augustus 1983) was een Nederlands politicus.
Höppener was een Roermondse katholieke politicus en bestuurder met een lange staat van dienst in het openbaar bestuur. Hij werd al op zijn vierentwintigste raadslid. Aanvankelijk was hij advocaat en docent en nadien kantonrechter. In Roermond was hij wethouder en na de oorlog gedeputeerde van Limburg. Hij werd in 1956 in het kabinet-Drees III staatssecretaris onder Cals. Na zijn aftreden werd hij benoemd tot burgemeester van zijn woon- en geboorteplaats. In de periode 1963-1969 was hij woordvoerder culturele zaken van de KVP in de Eerste Kamer. Hij had vele functies op maatschappelijk gebied. Höppener was net als Cals actief in Katholieke Verkenners, onder andere als hopman van de troep waar Jo Cals verkenner was en vanaf 1937 als hoofdkwartiercommissaris van de Katholieke Verkenners.
In Roermond zijn een straat (Burgemeester Höppenerlaan) en scoutinggroep naar hem vernoemd.
- Biografisch Portaal: 36360021
- Parlement.com: vg09ll1tpgvs
- Virtual International Authority File: 290130258